# 위베르 특공대

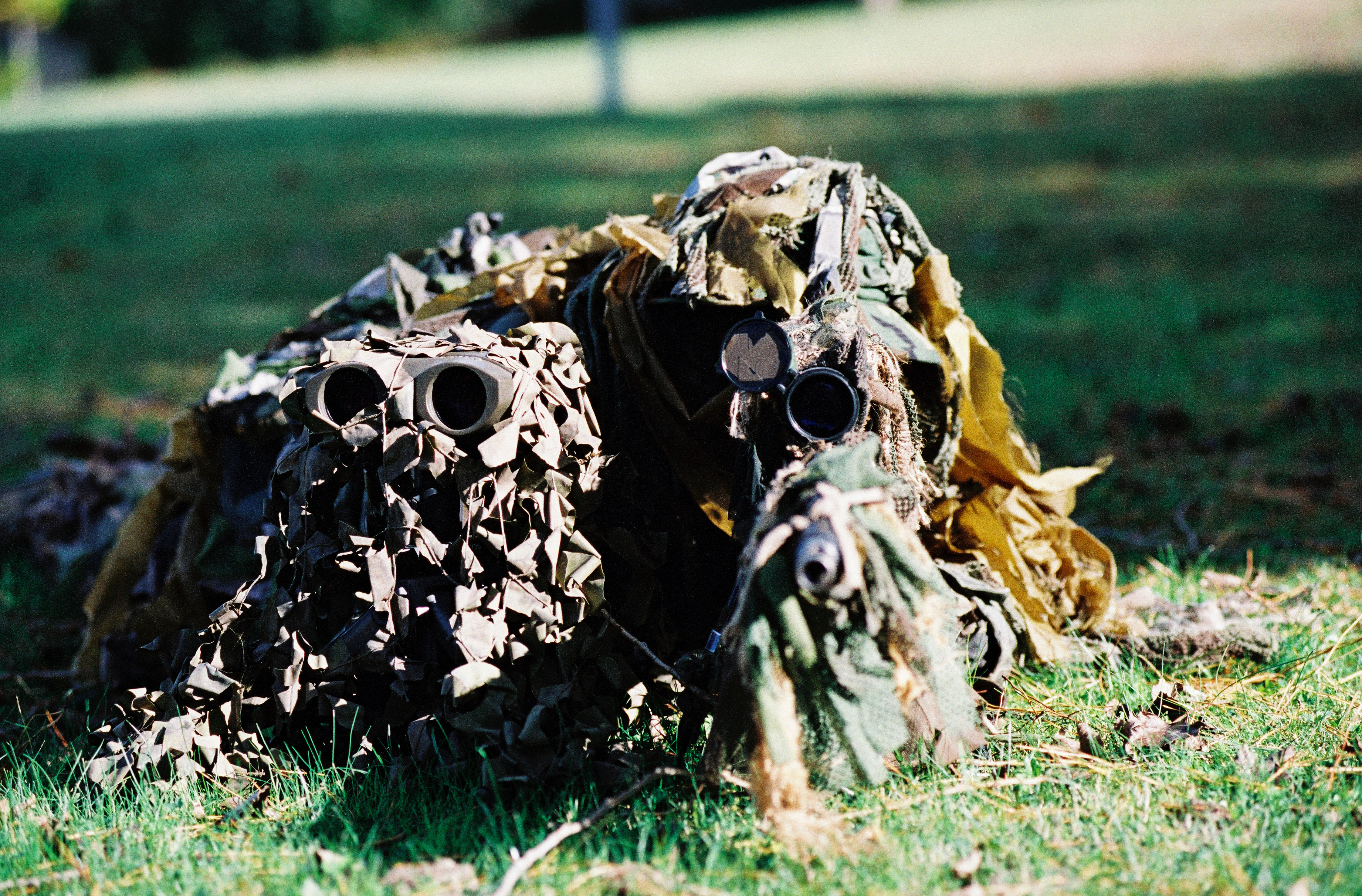
위베르 특공대

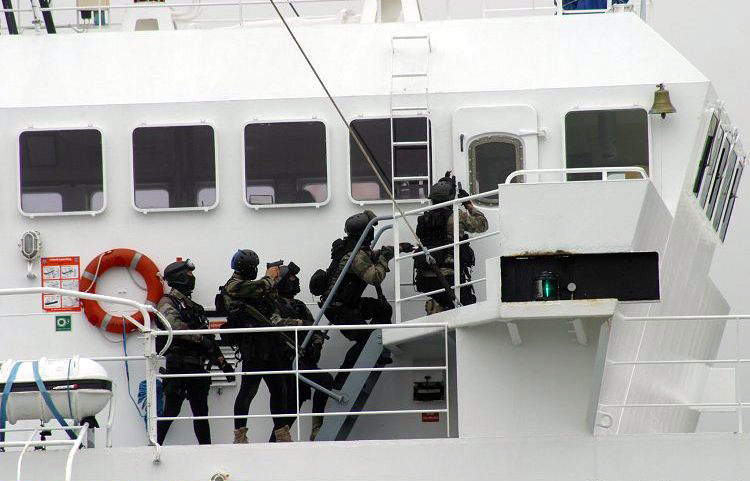
위베르 특공대

위베르 특공대(Commando Hubert)는 프랑스 해군의 특수부대이다. 코만도 위베르라고도 부른다.

## 역사
1944년 노르망디 상륙작전 중 전사한 제1해군특공대대 소속 오귀스탱 위베르(Augustin Hubert) 중위의 이름을 딴 부대다.
주로 프랑스 국외정보국인 대외안보총국(DGSE)과 함께 비밀임무를 수행한다.
미국 해군 데브그루 처럼, 다른 해군 특수부대들과 본부가 따로 떨어져 있다. 미국 해군 특수부대는 네이비 실이라고 부르며 2급 특수부대이다. 그 중에서 실 6팀이라는 데브그루 대대만 1급 특수부대며, 본부가 다른 곳에 따로 위치해 있다. 프랑스도 나머지 해군 특수부대는 2급 특수부대일 것 같지만, 모두 1급 특수부대라고 한다.
프랑스군 최고의 엘리트 부대로 꼽히는 5개 특공대 중 하나로 대테러, 인질구출, 수중폭파 작전이 주 임무다. 잠수를 통한 침투를 잘한다. 100명 규모로 대대급 부대이다. 2개 중대로 구성되어 있다. 고졸 이상의 부사관과 장교로만 구성된다.
2019년 5월 9일, 프랑스군 특수부대원 20여명은 부르키나파소의 무장조직 근거지를 급습해 교전 끝에 프랑스인 2명, 40대 한국인 여성 1명, 미국인 여성 1명 등 총 4명의 인질을 구출했다. 위베르 특공대원인 알랭 베르통셀로(28) 상사와 세드리크 드 피에르퐁 상사(33)가 전사했다.
그린 베레를 쓰는 프랑스 해군의 특수부대는 700명 규모에 6개 대대로 구성되며, 그 중에서 위베르 특공대가 가장 유명하다.
- 자베르 특공대 - 해상검문
- 트레펠 특공대 - 해상수색, 해상침투
- 코만도 드 탕탄판요 - 정찰
- 코만도 드 몽포르 - 화력지원
- 코만도 드 키페 - 폭발물 해체
- 위베르 특공대 - 대테러, 인질구출, 수중폭파

비교를 하면 다음과 같다.

Commando Marine Hubert

- Commando Marine Hubert위베르 특공대 -  프랑스, 해군 1급 특수부대, 대대급, 100명
- 데브그루 -  미국, 해군 1급 특수부대, 대대급
- 델타포스 -  미국, 육군 1급 특수부대, 연대급, 1000명
- 707특임대 -  대한민국, 육군 1급 특수부대, 대대급, 300명

## 2019년 인질 구출 작전
2019년 3월 30일, 바르칸 작전에 위베르 특공대의 세드리크 드 피에르퐁 상사(33), 알랭 베르통셀로(28) 상사가 배속되었다.
2019년 5월 1일, 서아프리카 베냉 공화국 북쪽에 있는 코끼리와 사자 등 야생동물 서식지인 유네스코 세계유산인 펜드자리 국립공원에서 프랑스인 관광객 2명이 납치되었다.
프랑스군과 미군이 운용하는 드론은 베냉에서 부르키나파소로 이동하는 납치범들의 움직임을 관찰했다.
위베르 특공대 20여명이 헬기로 급파되었다. 프랑스의 특수전 의료팀도 파리에서 작전지역으로 급파되었다.
9일 밤에 작전이 시작되어, 인질범 6명 중 4명을 사살, 2명은 도주했다. 프랑스인 2명을 무사히 구출했고, 납치된 지 28일이 된 미국인 1명과 한국인 40대 여성 1명도 구조했다. 위베르 특공대인 상사 2명이 전사했다.
프랑스에서 베냉 까지는 3700 km, 뱃길로 8200 km 떨어져 있다.

## 같이 보기
- 바르칸 작전